# Xã Franklin, Quận Floyd, Indiana
Xã Franklin (tiếng Anh: Franklin Township) là một xã thuộc quận Floyd, tiểu bang Indiana, Hoa Kỳ. Năm 2010, dân số của xã này là 1.499 người.